# イースト・リファー・クラブ
イースト・リファー・クラブ（アラビア語:  نادي الرفاع الشرقي  ナーディー・アッ・リファー・アッ・シャルキー、East Riffa Club）は、バーレーンのサッカークラブ。バーレーン・プレミアリーグに所属。
1958年創設で、1994年にリーグ制覇を果たしている。
近年は、2011-2012シーズンにプレミアリーグ最下位となり、セカンドディヴィジョンに降格したが、2013-2014シーズンにセカンドディヴィジョンで優勝し、プレミアリーグに復帰した。2014年にはキングスカップとスーパーカップを制した。

## タイトル
バーレーン・プレミアリーグ（VIVAリーグ）：1回
1993-1994
バーレーン・キングスカップ：3回
1999、2000、2014
バーレーン・スーパーカップ：1回
2014
バーレーン・セカンドディヴィジョンリーグ
2013-2014

## 歴代所属選手
- サーミー・アル＝フセイニー -2011、2015-